# ماثيو كاميرون
ماثيو كاميرون (بالإنجليزية: Matthew Cameron)‏ هو منافس ألعاب قوى أسترالي، ولد في 20 سبتمبر 1985.

## روابط خارجية
- ماثيو كاميرون على موقع النتائج التاريخية لألعاب القوى الأسترالية (الإنجليزية)
- ماثيو كاميرون على موقع Paralympic.org (الإنجليزية)
- ماثيو كاميرون على موقع IPC.InfostradaSports.com (مؤرشف) (الإنجليزية)
- ماثيو كاميرون على موقع اللجنة البارالمبية الأسترالية (الإنجليزية)